# EverQuest II
Everquest II är ett 3D MMORPG som gavs ut av Sony Online Entertainment 2004. Spelet är en uppföljare till Everquest som släpptes fem år tidigare och utspelar sig i samma fiktiva värld, men ca. 500 år senare. Spelet i jämförelse med sin föregångare kom med bättre grafik samt ett större utbud av spelbara klasser. 2015 såldes Sony Online Entertainment av moderbolaget Sony till investmentbolaget Columbus Nova vilka ombildade spelstudion under namnet Daybreak Games där spelet fortsätter utvecklas. 

## Röstskådespelare
- Heather Graham - Queen Antonia Bayle
- Christopher Lee - Overlord Lucan D'Lere
- Brian George - Garion Dunam / Scribe Varion Smitelin / Armsdealer Barrik
- Minnie Driver - Dancer
- Dwight Schultz - Duke Ferrin / Korong Shatterjaw / Bargiss Ranlor / Priest Kelian / Delacar Mithanson / Cargomaster Libertius / Stalker Granis / Kren Rfay / Dindaek Everhot / Edwyn Arcanum / Scribe Jabir / Lusius Ulixes / Caius Callidus / Mallius Otho / Kualdin Swoonsong / Tilzak N'Lim / Verin Ithelz / Lt. Blutark / Generic Male Ghost Half Elf Enemy / Generic Male High Elf Enemy / Generic Male Kerran Enemy / Generic Male Efreeti Enemy / Generic Male Ghost Erudite Enemy / Generic Male Ghost Dwarf Enemy
- Bill Farmer - Phen Dominson / Pelle Shinkicker / Wiseman Oluran / Urban Ratonga Chef / Blight Sage Destroz / Commissioner Dogweed / Bhaelthrezish / Davish / Felderin Beddleknopps / Sir Thothur Dorarr / Bartender Berrystein / Grenn Stiles / Kai Vhri Jah / Karg Icebear / Grozmag the Trainer / Lodo Bightn / Sashra Thaltalis / Rukir Pineleaf / Tilzak N'Lim / Generic Male Dwarf Enemy / Generic Water Elemental / Generic Floating Skulls / Generic Male Gargoyle Enemy / Generic Ghosts
- James Horan - Banker Vertbridge / Scribe Papilius Ahala / Defender Branos / Master Malvonicus / Refugee Human Male / Bizrinn Clamorclang / Tobial / Merch. Diggin' Diggs / Crispin Luvinius / Stilus Graphium / Watcher Kenjedeau / Korkoof Crackstone / Torkagth Tailslasher / Dur Xshri / Alun Zyaza / Melianthian / Byan Rimepack / Gimal Evership / Sataur Vinefeather / Taledr Starboard
- André Sogliuzzo - Capt. Rockbelly / Sneed Galliway / Wesaelan Brookshadow / Generic Male Wood Elf Merchant / Generic Male Ogre Merchant / Generic Male Gnome Merchant / Generic Male High Elf Merchant / Generic Male Ogre / Generic Zombie Enemy / Generic Troll Enemy / Generic Living Statue Enemy / Generic Troglodyte Enemy / Generic Boarfiend Enemy
- Michael Gough - Thardrin Steeleye / Lt. Laughlin / Dword Soulforge / Dibble Rootweaver / Generic Racial Dark Elf / Generic Racial Troll / Generic Racial Ogre / Generic Racial Human / Generic Racial Kerra / Generic Racial Barbarian / Generic Racial Half Elf / Generic Racial Erudite / Generic Racial Gnome / Generic Racial Iksar / Generic Racial Ratonga
- Nika Futterman - Guard V'Raen / Priestess Zaliea / Merchant Vim / Guard Bogtooth / Evelyn Stoutfist / Lotni K'Iria / Arcanist Sonius / Alpyia Damian / Abbetor T'avi / Tongo the Beefus / Neona Vithos / Isolde Stormspear / Nawal Tahri / Saelia Truwyn / Brina Featherfletch / Generic Succubus / Generic Ogre
- Kimberly Brooks - Generic Female Half Elf Merchant / Generic Female Froglok Merchant / Generic Female Dark Elf Merchant / Generic Female High Elf Merchant / Generic Female Iksar / Generic Female Kerran Merchant / Generic Female Ogre
- Cam Clarke - Assistant Tillheel / Captain Santis / Vondorinsarnoo / Generic Male Kerran Merchant / Generic Male High Elf Merchant / Generic Male Wood Elf Merchant / Generic Male Halfling Merchant / Generic Male Amygdalan Enemy / Generic Male Dark Elf Enemy / Generic Male Dragon Enemy / Generic Male Ettin Enemy / Generic Male Froglok Enemy / Generic Male Ghost Enemy / Generic Male Golem Enemy
- Robin Atkin Downes - Oomitelmora / Merchant Feualin / Merchant Grekin / Missionary G'Zule / Generic Male Ogre Merchant / Generic Male Iksar Merchant / Generic Male Troll Merchant / Generic Male Troll Guard / Generic Male Dwarf Merchant / Generic Male Wood Elf Merchant / Generic Male Kerran / Generic Male Barbarian Merchant / Generic Male Dwarf Merchant / Generic Male Froglok Merchant / Generic Male Frost Giant Enemy / Generic Male Ghoul Enemy / Generic Male Gnoll Enemy / Generic Male Iksar Enemy / Generic Male Minotaur Enemy
- Nolan North - Assistant Draek / Lt. Daro / Rion Rolana / Medic Brendan / Grayl Turfstrider / Jorgie Icearmor / Royal Guard Novice #2 / Qeynosian Infiltrator / Agent Vylo / Dervish Kingpin / Dranok Bileblood / Freeport Mole / Voltari il'Fercer / Volarr / Mikul / Sandon Breezebender / Tamera Brinebringer / Arconius / Maliz T'Raan
- Brian Cummings - Bargainer Agent Hobblecount / Corsair G'kex / Disciple Telas'velle / Grassblade / Nixam Dugdiggle / Banker Quintius Calacicus / Weaponsmith Soulforge / Nosno the Naysayer / Arms Dealer Blort / Hwal Rucksif / Rath'Adran / Dwarven Bartender
- Steve Blum - Generic Male Nightblood / Generic Male Orc / Valik / Initiate Lanaru / Chieftan Kraughl / Bartender Bulurg / Brant Omannus / Reinkor McCollin / Corporal Peckett / Tobias Vreldig / Inquisitor Irizan / Saydith Yarr / Juma / Jailed Skeleton / Grugok
- John Cygan - High Elf Concordium / Apprentice Kalimar / Archivist Jindlefog / Neophyte Jhanov / Guard Rellin'thir / Wisp of Marr / Arqis the Mage / Biddy Bobick / Broker Algernon / Royal Accountant Fowler / Janus Fieri
- Richard Steven Horvitz - Geredo / Guard Tanglor / Shadowman / Skeleton / Snorgle Filthwallow / Gerbard the Snitch / Cog Burn / Ogobre / Jubbs Tagglefoot / Gubbo Chaley / Farmer Walcott / Turtle
- Bob Joles - Modinite Z'Vol / Lieutenant Ilgar / Marshal Glorfel / Timothy Cooper / Olabumi Rashita / Koth Klorn / Generic Night Blood Warrior Enemy
- Earl Boen - Master Rysian Gladewalker / Mirin / Fisherman Draylix / Rikantus / Sir Tatters / Rath'Adran
- Eliza Schneider - Generic Female Barbarian Merchant / Generic Female Dark Elf Merchant / Generic Female Dwarf Merchant
- Greg Ellis - Vlepo / Armsdealer Silentblade / Captain L'Nek / Kregnok Legbreaker / Stewart Quyntar / Colin Stoutfist
- Brian Bloom - Generic Ghost Human Enemy / Generic Nightblood Warrior Enemy / Generic Male Troll Merchant
- Gideon Emery - Overseer Travagg / Lt. Darrius / Kazar / Vleko / Sentius Poisonleaf / Crispin Luvinius
- Fred Tatasciore - Ice Giants / Sgt. Fireiron / Guard Tugar / Guard Tanglor
- Corey Burton - Wizard / Merchant Ihean / Ambassador T'Kirr / Vladiminn
- Wil Wheaton - Festus Septimus / Overseer Zerrin / Merchant William / Innkeeper Valean
- Danica McKellar - Lolla Cotgrove / Pona
- Alan Dale - Dawson Magnificent / Generic High Elf
- Mae Whitman - Lilly Ironforge / Thana Rumblehoof
- Jim Ward - Ott Stompgut / Walon / Rysian Gladewalker / Gregor Eearthstrider / Foreman Aspreus / Kanos Z'Aphon / Tanen Danos / Merchant Kruuprum / Taneranthalis Nedaiveren / Merch. Grekin / Smithy Findleboop / Sparzit Cogsnibble / Bartender Icebrew / Kaman / Capt. Rillion / Lt. Earnastine / Valik / Lozoria Shinkicker / Tapster Breyun / Verth / Ihaen / Refugee High Elf Male / Generic Male Barbarian Merchant / Generic Male Iksar / Generic Male Kerran Merchant / Generic Male Ogre Merchant / Generic Male Ratonga Merchant / Generic Character Language
- David Sobolov - Dark Elf Coalition of Trades Folk / Freeport Human Militia / Viscount Gelvonius / Derrog / Agtak / Bouncer / Merchant Boomba / Scribe Bleemeb / Generic Male Erudite Merchant / Generic Male Dwarf Merchant / Generic Male Froglok Merchant / Generic Male Ogre Merchant / Generic Male Dark Elf Merchant / Generic Ogre Enemy / Generic Orc Skeleton Enemy
- Gregg Berger - Riason Hanagom / Barbarian Knight / Ugarian Farwind / Sir Antylus Teraeth / Gornit Penwiggle / Proprietor Blagard / P.T. Irontoe / Icemoore / Barrius Iacomus / Sir Alesso / Grazzgrat Bilewretch / Zever Tzizzink / Captain Molacus / Fippy Dark Paw / Sighard Sayer / Trapper Borgus / Crushed Librarian / Human Narrator / Generic Male Dark Elf Merchant / Generic Male Ogre Merchant / Generic Male Erudite / Generic Male Troll / Generic Male Barbarian Merchant / Generic Male Dwarf Guard / Generic Male Froglok Merchant / Generic Male Barbarian Enemy / Generic Male Half Elf / Generic High Elf Merchant / Generic Male Wood Elf Merchant / Generic Male Human Merchant
- William Hootkins - Generic Male Barbarian Merchant / Generic Male Dark Elf / Generic Male Dwarf / Generic Male Erudite Merchant / Generic Male Gnome Merchant / Generic Male Half Elf Guard / Generic Male Halfling / Generic Male High Elf / Generic Male Human Merchant / Generic Male Iksar Merchant / Generic Male Kerran Merchant / Generic Male Ogre Guard / Generic Male Ratonga Merchant / Generic Male Troll Merchant / Generic Male Wood Elf
- Chris Edgerly - Orc Shaman / Algaa Tinmizer / Thos T'Sein / Augurer Valgus / Sirraw Swiftpaw / Muzmog / Crantik the Crazed / Manius Galla / Generic Male Ghost Kerran Enemy / Generic Male Ghost Troll Enemy / Generic Male Golem Enemy / Generic Male Erudite Enemy / Generic Male Iksar Enemy / Generic Male Halfling Enemy
- Greg Berg - Generic Male Ogre Merchant / Generic Male Iksar Merchant / Generic Male Troll Merchant / Generic Male Troll Guard / Generic Male Dwarf Merchant / Generic Male Wood Elf Merchant / Generic Male Kerran / Generic Male Barbarian Merchant / Generic Male Dwarf Merchant / Generic Male Froglok Merchant / Generic Male Frost Giant Enemy / Generic Male Ghoul Enemy / Generic Male Gnoll Enemy / Generic Male Iksar Enemy / Generic Male Minotaur Enemy / Generic Male Scarecrow Enemy / Generic Male Shadowman Enemy / Generic Male Skeleton Enemy
- Julianne Buescher - Generic Female Gnome Merchant / Generic Female Human Merchant / Generic Female Half Elf Merchant / Generic Female Erudite Merchant / Generic Female Dwarf Merchant / Generic Female Halfling Merchant / Generic Female Ratonga Merchant / Generric Female Troll Merchant / Generic Female Dark Elf Merchant
- Larry Cedar - Rune Shimmerstar / Tristan Gallaway / Eorandalanu Otuden / Alchemist Alus Crispian / Dyric Pyre / Waylon March / The Glademaster / Generic Male Dark Elf Merchant / Generic Male Erudite Merchant / Generic Male Gnome Merchant / Generic Male Halfling Merchant / Generic Male Human Merchant / Generic Male Ratonga Merchant / Generic Dark Elf Guard
- Kathryn Cressida - Slaver Brona / Mirini / Tullo Domna / Irian / Zatzy / Thayare Faystrider / Innurae V'Tarris / Nashii / Eireneith Alannia / Luvile Binlee / Soly Gatherall / Doralis Covecrasher / Generic Female Troll Merchant / Generic Female Dark Elf Merchant / Generic Female Dwarf Merchant / Generic Female Froglok Merchant / Generic Female Ratonga Merchant / Generic Female Troll Merchant / Generic Female Barbarian Merchant / Generic Female Barbarian Enemy / Generic Female High Elf Enemy
- Christine Dunford - Generic Female Erudite Enemy / Generic Female High Elf Enemy / Generic Female Ghost Enemy / Generic Female Human Enemy / Generic Female Wood Elf Enemy / Generic Female Barbarian Enemy / Generic Female Human Merchant / Generic Female Dwarf Merchant / Generic Female Ogre Merchant / Generic Female Froglok Merchant / Captain Monarvia / Cathery Wilona / Selwyn Faewyn / Jaenia Shoalslyder / Derru Forestlimb / Huggoa Wizenedash / Generic Female Kerran Merchant
- Saffron Henderson - Tawli Buttercup / Curmogliel Kar Thal / Julie Danerous / Hurska / Boomba / Ikara V'Tahl / Seamist Fairy Apatia / Rivicea Goldwind / Maid Patricia / Cassondra / Merchant Leona Ward / Shanda Tierbold / Generic Barbarian Merchant / Generic Dark Elf Merchant / Generic Dwarf Merchant / Generic Froglok Merchant / Generic Gnome Merchant / Generic Half Elf Merchant / Generic Halfling Merchant / Generic High Elf Merchant
- David Lodge - Bartender Bermo / Jerbin Sleepwell / Banker Orudormo / Robert Newburry / Brice Strongmend / Dondle Fuzzlecutter / Armorsmith Snowboot / Mirf Guinders / Galenus Fulvianus / Tapster / Eadward Hrypa / Godric Irwyn / Anthony Kent / Erian Seaver / Ghaziamin / Kenric Dalston / Murlond Everhot / Glump Marrblade / Trid Skinstainer / Ganth Wibblewham / Savas Dranak / Bulz / Rudo Winblenoggin / Oswin Belusion / Generic Water Elemental Enemy / Generic Ettin Enemy / Generic Floating Skulls Enemy / Generic Gargoyle Enemy / Generic Ghost Iksar Enemy
- Andi Matheny - Generic Female Gnome Merchant / Generic Female Human Merchant / Generic Female Kerran Merchant / Generic Female Ratonga / Generic Female Halfling Merchant / Generic Female Kerran Merchant / Generic Female Dwarf Merchant / Generic Female Froglok / Generic Female Troll Merchant / Generic Female Half Elf Merchant / Generic Female Barbarian Merchant / Generic Female Troll Enemy
- Pam McCullough - Kylanith Dlar / Thayare Faystrider / Raban / Constable Arathur / Zelina Tvon / Generic Female Human Merchant / Generic Female Erudite Merchant / Generic Female Dwarf Merchant / Generic Female Wood Elf Merchant / Generic Female Troll / Generic Female High Elf Merchant / Generic Female Gnome Merchant / Generic Female Ogre Merchant / Generic Female Half Elf Merchant / Generic Female Barbarian Merchant
- John Rubinow - Investigator Targok / Marauder Kindolus / Dannian Blackleaf / Priest Ian Turner / Miner Gurgin / Marcus Cantarius / Shadow Elf / Pelle Shinkicker / Generic Male Barbarian Merchant / Generic Male Froglok Merchant / Generic Male High Elf Merchant / Generic Male Human Merchant / Generic Male Kerrant Merchant / Generic Male Ratonga / Generic Male Troll Merchant / Generic Male Wood Elf Merchant
- Daniel Riordan - Generic Male Barbarian Merchant / Generic Male Dark Elf Merchant / Generic Male Erudite Merchant / Generic Male Half Elf Merchant / Generic Male High Elf Merchant / Generic Male Human Merchant / Generic Male Iksar Merchant / Generic Male Kerran Merchant / Generic Male Ogre Merchant / Generic Male Wood Elf Merchant
- Karen Strassman - Laura Castus / Generic Female Gnome Merchant / Generic Female Human Merchant / Generic Female Halfling Merchant / Generic Female Wood Elf Merchant / Generic Female Ratonga Merchant / Generic Female Iksar Merchant / Generic Female Dark Elf Merchant / Generic Female Froglok Merchant / Generic Female Gnome Merchant / Generic Female Half Elf Merchant / Generic Female Halfling Merchant
- Courtenay Taylor - Generic Female Half Elf Merchant / Generic Female Barbarian Merchant / Generic Female Dark Elf Merchant / Generic Female High Elf Merchant / Generic Female Erudite Merchant / Generic Female Wood Elf Merchant / Generic Female Froglok Merchant / Generic Female Ogre Merchant
- Joe Whyte - Generic Male Human Guard / Generic Male Ratonga / Generic Male Iksar Merchant / Generic Male High Elf Merchant / Generic Male Gnome Merchant / Generic Male Barbarian Guard / Generic Male Ogre Guard / Generic Male Troll Merchant / Generic Male Half Elf Merchant / Generic Male Erudite Merchant / Generic Male Skeleton Enemy / Generic Male Troglodyte Enemy / Generic Male Efreeti Enemy
- Dave Wittenberg - Soldier Pellenos / Trurg Darkchaser / Ozager Ilizoth / Leucetius Wynd / Tarwen Wyndspyre / Arolair Swellbreak / Signaan Sureshot / Batoompa Lumberfist / Leonidas Molaoi / Oracle Liandrin / Librarian Dalmas / Merchant Geddard / Generic Gnome Enemy / Generic Wood Elf Enemy / Generic Halfling Enemy
- Audrey Wasilewski - Mizzog the Sighted / Grandma Twirlwhizzer / Anise Wavechaser / Calantha Tsangaris / Nal Ker / Edalene Spiritrunn / Akiza Gharzik / Amari Kuuoto / Generic Ghost Froglok Enemy / Generic Ghost High Elf Enemy / Generic Female Kerran Merchant

## Expansioner
Efter originalspelet har det släppts ett antal expansionspaket:
1. The Bloodline Chronicles, 21 mars 2005
2. The Splitpaw Saga, 28 juni 2005
3. Desert of Flames, 13 september 2005
4. Kingdom of Sky, 21 februari 2006
5. The Fallen Dynasty, 14 juni 2006
6. Echoes of Faydwer, 14 november 2006
7. Rise of Kunark, 13 november 2007
8. The Shadow Odyssey, 18 november 2008
9. Sentinel's Fate, februari 2010
10. Destiny of Velious, februari 2011
11. Age of Discovery, december 2011
12. Chains of Eternity, november 2012
13. Tears of Veeshan, november 2013
14. Altar of Malice, november 2014
15. Terrors of Thalumbra, november 2015
16. Kunark Ascending, november 2016
17. Planes of Prophecy, november 2017
18. Chaos Descending, november 2018
19. Blood of Luclin, december 2019
20. Reign of Shadows, december 2020
21. Visions of Vetrovia, december 2021